# 渡邉卓也 (ボクサー)
渡邉 卓也（わたなべ たくや、1989年2月3日 - ）は、日本のプロボクサー。第17代WBC世界ライト級ユース王者。スーパーライト級の近藤明広に続き国内で開催されたWBOアジア太平洋王座戦で王座を戴冠した2人目の選手。東京都世田谷区出身。DANGANボクシングジム所属。

## 来歴

### プロデビュー
東京都立小石川工業高等学校卒業後、青木ジムでプロになる。
2007年1月24日、後楽園ホールで鈴木嘉彦とスーパーバンタム級4回戦を行い、4回3-0（40-36×3）の判定勝ちを収めデビュー戦を白星で飾った。
2007年4月24日、後楽園ホールで竹内健人とスーパーバンタム級4回戦を行い、4回3-0（40-37、39-38×2）の判定勝ちを収めた。
2007年7月12日、後楽園ホールで野元健太郎とスーパーバンタム級4回戦を行い、4回3-0（39-37、40-37、40-36）の判定勝ちを収めた。
2007年10月24日、後楽園ホールで小清水和真と54.0kg契約4回戦を行い、4回3-0（40-36×3）の判定勝ちを収めた。
2008年1月29日、後楽園ホールで前川学と54.5kg契約4回戦を行い、4回3-0（40-36×3）の判定勝ちを収めた。
2008年5月3日、後楽園ホールでビッグエム・オーブーンチャイとスーパーバンタム級6回戦を行い、6回3-0（60-54、60-55×2）の判定勝ちを収めた。
2008年8月11日、後楽園ホールでセーンアチット・ギャットカムトーンジムとスーパーバンタム級6回戦を行い、プロ初黒星となる6回0-3（55-59、56-57、54-58）の判定負けを喫した。
2008年12月8日、後楽園ホールで寺元啓介とスーパーバンタム級6回戦を行い、6回3-0（2者60-54、60-55）の判定勝ちを収め再起に成功した。
2009年4月4日、後楽園ホールでデアンルアンノク・ソーウォラシンと56.0kg契約8回戦を行い、プロ初のKO勝ちとなる4回2分40秒TKO勝ちを収めた。
2009年7月23日、後楽園ホールで丸山有二とスーパーバンタム級8回戦を行い、8回1分51秒TKO勝ちを収めた。
2009年10月3日、後楽園ホールで佐藤祐太と56.0kg契約8回戦を行い、8回1-1（76-77、78-76、76-76）の判定で引き分けた。
2010年4月13日、後楽園ホールで矢吹敬と56.5kg契約8回戦を行い、5回2分29秒TKO勝ちを収めた。
2010年7月14日、後楽園ホールで日本フェザー級7位のズリ・カンナンとフェザー級8回戦を行い、8回0-3（76-78、75-78、75-77）の判定負けを喫した。
2010年11月13日、後楽園ホールで日本フェザー級10位の高山和徳とフェザー級8回戦を行い、プロ初の2連敗となる8回0-3（76-78、74-79、75-79）の判定負けを喫した。
2011年2月22日、後楽園ホールで日本スーパーフェザー級10位の谷弘樹とフェザー級8回戦を行い、8回3-0（79-74、79-75×2）の判定勝ちを収めた。
2011年6月7日、後楽園ホールで宮崎隆司とフェザー級8回戦を行い、8回2-0（76-75×2、76-76）の判定勝ちを収めた。
2011年8月19日、後楽園ホールで田村長太郎とフェザー級8回戦を行い、8回3-0（77-75、77-76、79-73）の判定勝ちを収めた。

### ユース王座獲得
2011年12月7日、後楽園ホールでノン・シッサイトーンとWBC世界ライト級ユース王座決定戦を行い、7回1分39秒KO勝ちを収め王座獲得に成功した。
2012年2月27日、後楽園ホールで河井純一郎と60.5kg契約8回戦を行い、8回3-0（79-74、80-73、78-76）の判定勝ちを収め再起を果たした。
その後、ユース王座を返上。

### 日本王座挑戦
2012年7月20日、後楽園ホールで日本フェザー級王者天笠尚と対戦し、10回0-3（90−99、92−97、94−96）の判定負けを喫し王座獲得に失敗した。

### 再起
2012年12月3日、後楽園ホールで谷弘樹と58.0kg契約8回戦を行い、8回3-0（79-73、80-73、80-72）の判定勝ちを収め再起を果たした。
2014年1月28日、後楽園ホールでヤコブス・ヘルカと58.2kg契約8回戦を行い、7回2分28秒KO勝ちを収めた。
2014年7月19日、大韓民国江原道原州市でヨーッピチャイ・シッサイトーンとIBFアジアフェザー級王座決定戦を行い、7回10秒KO勝ちを収め王座獲得に成功した。
2014年11月7日、バンコクでノッパガーオ・サックナロンとスーパーフェザー級8回戦を行い、初回1分30秒KO勝ちを収めた。
2015年1月12日、大韓民国江原道洪川郡でノン・シッサイトーンと対戦し、5回2分18秒TKO勝ちを収めIBFアジア王座の初防衛に成功した。

### 日本王座再挑戦
2015年10月22日、後楽園ホールで行われた「第56回フェニックスバトル」で日本フェザー級王者細野悟と対戦し、10回0-2（94-97、95-96、95-95）の判定負けを喫しまたも日本王座獲得に失敗した。

### 再起
2015年10月26日、東日本ボクシング協会月間賞選考委員会は上述の細野戦を評価し、渡邉を2015年10月度の月間敢闘賞に選出した。
2015年12月13日、バンコクでシンヌア・ルークジャオメーサイトーンとスーパーフェザー級8回戦を行い、初回2分33秒KO勝ちを収め再起を果たした。
2016年2月29日、後楽園ホールで行われた「スヴェンソン・エキサイトボクシング」で今井勝典とスーパーフェザー級8回戦を行い、6回1分7秒TKO勝ちを収めた。

### WBOアジア太平洋王座獲得
2016年9月14日、後楽園ホールで行われた「ホープフルファイトvol.23」でアミン・ソーワンムーとWBOアジア太平洋スーパーフェザー級王座決定戦を行い、6回2分13秒TKO勝ちを収め王座獲得に成功した。
2016年9月17日、WBOは最新ランキングを発表し、上述のアミン戦を制しWBOアジア太平洋王座を獲得した渡邉をWBO世界スーパーフェザー級11位にランクインした。
2016年12月31日、大田区総合体育館で行われた「THE BEST OF BEST」で自身の持つWBOアジア太平洋スーパーフェザー級王座と伊藤雅雪の持つOPBF東洋太平洋スーパーフェザー級王座を懸け対戦し、12回0-3（111-117が2者、110-118）の判定負けを喫しWBOアジア太平洋王座の初防衛に失敗、OPBF王座の獲得にも失敗した。

### 再起
2017年3月11日、香港コンベンション・アンド・エキシビション・センターでプーム・クンマットとスーパーフェザー級8回戦を行い、8回3-0（80-72×2、79-73）の判定勝ちを収め再起を果たした。
2017年5月13日、香港コンベンション・アンド・エキシビション・センターで行われた「DEF FHIGT NIGHT」でタプトーン・トー・ブワマーッとスーパーフェザー級8回戦を行い、3回1分21秒TKO勝ちを収めた。

### WBOオリエンタル王座獲得
2017年10月7日、香港コンベンション・アンド・エキシビション・センターで黎樂善とWBOオリエンタルスーパーフェザー級王座決定戦を行い、5回2分13秒TKO勝ちを収め王座獲得に成功した。
2017年10月11日、WBOは最新ランキングを発表し、上述の黎戦を制しWBOオリエンタルスーパーフェザー級王座を獲得した渡邉をWBO世界スーパーフェザー級15位にランクインした。
2018年3月20日、中国深圳スポーツセンターで楊永強とライト級10回戦を行い、10回0-3（92-98が2者、93-97）の判定負けを喫した
2018年7月14日、香港サウソーン・スタジアムでヘンドリック・バロンサイとスーパーフェザー級8回戦を行い、3回2分49秒TKO勝ちを収めた。
2018年9月29日、台湾の台北市体育館でマクサイサイ・シットサイトーンとOPBF東洋太平洋スーパーフェザー級シルバー王座決定戦を行い、7回49秒TKO勝ちを収め、王座を獲得した。
2019年3月27日、後楽園ホールでOPBF東洋太平洋スーパーフェザー級王者の三代大訓と対戦し、12回0-3（115-111、116-112、117-111）で判定負けを喫し、王座獲得とはならなかった。
2019年11月9日、後楽園ホールで日本スーパーフェザー級王座挑戦者決定戦として、元日本フェザー級王者で日本スーパーフェザー級1位の源大輝と対戦し、8回3-0で判定勝ちを収め、挑戦権を獲得した。
2020年8月、DANGAN AOKIボクシングジムに移籍。
2021年1月22日、後楽園ホールで日本スーパーフェザー級王者の坂晃典に挑戦するも、6回2分45秒TKO負け。プロ初のKO負けとなった。
2021年10月30日、後楽園ホールで元日本スーパーフェザー級ユース王者で日本同級9位の三瓶数馬と対戦し、2回2分57秒TKO勝ちを収め、再起に成功した。
2022年5月15日、墨田区総合体育館にてOPBFスーパーフェザー級6位の力石政法と、OPBFスーパーフェザー級王座決定戦を行ない、0-3（108-120×3）で判定負けした。
2022年12月3日、韓国仁川市にて赤穂亮対ジョンリル・カシメロの前座で、元2階級制覇王者のジョニー・ゴンサレスと対戦し、10回2-0（97-93、96-94、95-95）の判定勝ちを収めた。
2023年3月29日、後楽園ホールにて「LIFE TIME BOXING FIGHT 13」のメインで森武蔵とOPBF東洋太平洋スーパーフェザー級王座決定戦で対戦し、12回0-0（114-114×3）ドロー判定でOPBF王座獲得に失敗。
2023年6月24日、大田区総合体育館で森武蔵とOPBF東洋太平洋スーパーフェザー級王座決定戦で再戦し、12回0-3（110-117×3）の判定負けでOPBF王座獲得に失敗。
2023年10月28日、後楽園ホールにて劉威威と対戦し、8回3-0（77-75、78-74×2）の判定勝ちで再起に成功した。
2024年3月8日、メキシコ・シウダー・フアレスにてミゲル・ローマンと対戦し、10回0-3の判定負けを喫した。
2025年4月5日、後楽園ホールにて東洋太平洋スーパーフェザー級タイトルマッチでチャンピオンの波田大和と対戦し、5回22秒TKO負けを喫し、タイトル挑戦に失敗した。

## 戦績
- プロボクシング：57戦 41勝（22KO）14敗 2分

| 戦           | 日付           | 勝敗 | 時間    | 内容    | 対戦相手                               | 国籍         | 備考                                                                      |
| ------------ | -------------- | ---- | ------- | ------- | -------------------------------------- | ------------ | ------------------------------------------------------------------------- |
| 1            | 2007年1月24日  | ☆    | 4R      | 判定3-0 | 鈴木嘉彦（全日本パブリック）           | 日本         | デビュー戦                                                                |
| 2            | 2007年4月24日  | ☆    | 4R      | 判定3-0 | 竹内健人（小熊）                       | 日本         |                                                                           |
| 3            | 2007年7月12日  | ☆    | 4R      | 判定3-0 | 野元健太郎（奈良六島）                 | 日本         |                                                                           |
| 4            | 2007年10月24日 | ☆    | 4R      | 判定3-0 | 小清水和真（SFマキ）                   | 日本         |                                                                           |
| 5            | 2008年1月29日  | ☆    | 4R      | 判定3-0 | 前川学（岐阜ヨコゼキ）                 | 日本         |                                                                           |
| 6            | 2008年5月3日   | ☆    | 6R      | 判定3-0 | ビッグエム・オーブーンチャイ           | タイ         |                                                                           |
| 7            | 2008年8月11日  | ★    | 6R      | 判定0-3 | セーンアチット・ギャットカムトーンジム | タイ         |                                                                           |
| 8            | 2008年12月8日  | ☆    | 6R      | 判定3-0 | 寺元啓介（倉敷守安）                   | 日本         |                                                                           |
| 9            | 2009年4月4日   | ☆    | 4R 2:40 | TKO     | デアンルアンノク・ソーウォラシン       | タイ         |                                                                           |
| 10           | 2009年7月23日  | ☆    | 8R 1:51 | TKO     | 丸山有二（野口）                       | 日本         |                                                                           |
| 11           | 2009年10月3日  | △    | 8R      | 判定1-1 | 佐藤祐太（ワタナベ）                   | 日本         |                                                                           |
| 12           | 2010年4月13日  | ☆    | 5R 2:29 | TKO     | 矢吹敬（平石）                         | 日本         |                                                                           |
| 13           | 2010年7月14日  | ★    | 8R      | 判定0-3 | ズリ・カンナン（レイスポーツ）         | 日本         |                                                                           |
| 14           | 2010年11月13日 | ★    | 8R      | 判定0-3 | 高山和徳（船橋ドラゴン）               | 日本         |                                                                           |
| 15           | 2011年2月22日  | ☆    | 8R      | 判定3-0 | 谷弘樹（姫路木下）                     | 日本         |                                                                           |
| 16           | 2011年6月7日   | ☆    | 8R      | 判定2-0 | 宮崎隆司（姫路木下）                   | 日本         |                                                                           |
| 17           | 2011年8月19日  | ☆    | 8R      | 判定3-0 | 田村長太郎（花形）                     | 日本         |                                                                           |
| 18           | 2011年12月7日  | ☆    | 7R 1:39 | KO      | ノン・シッサイトーン                   | タイ         | WBC世界ライト級ユース王座決定戦                                           |
| 19           | 2012年2月27日  | ☆    | 8R      | 判定3-0 | 河井純一郎（ピストン堀口）             | 日本         |                                                                           |
| 20           | 2012年7月20日  | ★    | 10R     | 判定0-3 | 天笠尚（山上）                         | 日本         | 日本フェザー級タイトルマッチ                                              |
| 21           | 2012年12月27日 | ☆    | 8R      | 判定3-0 | 谷弘樹（姫路木下）                     | 日本         |                                                                           |
| 22           | 2013年4月3日   | ☆    | 5R 1:57 | KO      | ピサヌテープ・ギャットチャイヨン       | タイ         |                                                                           |
| 23           | 2013年6月20日  | ☆    | 1R 2:43 | TKO     | ウィラユット・シッサイトーン           | タイ         |                                                                           |
| 24           | 2013年10月16日 | ☆    | 7R 1:12 | TKO     | 柏原広（ヨネクラ）                     | 日本         |                                                                           |
| 25           | 2014年1月28日  | ☆    | 7R 2:28 | KO      | ヤコブス・ヘルカ                       | インドネシア |                                                                           |
| 26           | 2014年3月16日  | ★    | 10R     | 判定0-3 | 李在成                                 | 韓国         |                                                                           |
| 27           | 2014年7月19日  | ☆    | 7R 0:10 | KO      | ヨーッピチャイ・シッサイトーン         | タイ         | IBFアジアフェザー級王座決定戦                                             |
| 28           | 2014年11月7日  | ☆    | 7R 1:30 | KO      | ノッパガーオ・サックナロン             | タイ         |                                                                           |
| 29           | 2015年1月12日  | ☆    | 5R 2:18 | TKO     | ノン・シッサイトーン                   | タイ         | IBFアジア防衛1                                                            |
| 30           | 2015年3月17日  | ☆    | 8R      | 判定3-0 | サン・サックナロン                     | タイ         |                                                                           |
| 31           | 2015年4月24日  | ☆    | 1R 1:12 | KO      | ソンナーラーイ・ソーバーンカル         | タイ         |                                                                           |
| 32           | 2015年8月5日   | ☆    | 6R      | 判定3-0 | 嶋崎俊（輪島功一スポーツ）             | 日本         |                                                                           |
| 33           | 2015年10月22日 | ★    | 10R     | 判定0-2 | 細野悟（大橋）                         | 日本         | 日本フェザー級タイトルマッチ                                              |
| 34           | 2015年12月13日 | ☆    | 1R 2:33 | TKO     | シンヌア・ルークジャオメーサイトーン   | タイ         |                                                                           |
| 35           | 2016年2月29日  | ☆    | 6R 1:07 | TKO     | 今井勝典（ワタナベ）                   | 日本         |                                                                           |
| 36           | 2016年5月16日  | ☆    | 2R 2:53 | TKO     | シンヌア・ルークジャオメーサイトーン   | タイ         |                                                                           |
| 37           | 2016年9月14日  | ☆    | 6R 2:13 | TKO     | アミン・ソーワンムー                   | タイ         | WBOアジア太平洋スーパーフェザー級王座決定戦                               |
| 38           | 2016年12月31日 | ★    | 12R     | 判定0-3 | 伊藤雅雪（伴流）                       | 日本         | OPBF・WBOアジア太平洋スーパーフェザー級王座統一戦 WBOアジア太平洋王座陥落 |
| 39           | 2017年3月11日  | ☆    | 8R      | 判定3-0 | プーム・クンマット                     | タイ         |                                                                           |
| 40           | 2017年5月13日  | ☆    | 3R 1:21 | TKO     | タプトーン・トー・ブワマーッ           | タイ         |                                                                           |
| 41           | 2017年10月7日  | ☆    | 5R 2:13 | TKO     | 黎樂善                                 | 中国         | WBOオリエンタルスーパーフェザー級王座決定戦                               |
| 42           | 2018年3月20日  | ★    | 10R     | 判定0-3 | 楊永強                                 | 中国         |                                                                           |
| 43           | 2018年7月14日  | ☆    | 3R 2:49 | TKO     | ヘンドリック・バロンサイ               | インドネシア |                                                                           |
| 44           | 2018年9月29日  | ☆    | 7R 0:49 | TKO     | マクサイサイ・シットサイトーン         | タイ         | OPBF東洋太平洋スーパーフェザー級シルバー王座決定戦                        |
| 45           | 2019年3月27日  | ★    | 12R     | 判定0-3 | 三代大訓（ワタナベ）                   | 日本         | OPBF東洋太平洋スーパーフェザー級タイトルマッチ                            |
| 46           | 2019年7月14日  | ☆    | 2R 1:29 | TKO     | エーカラック・セーンジンダー           | タイ         |                                                                           |
| 47           | 2019年11月9日  | ☆    | 8R      | 判定3-0 | 源大輝（ワタナベ）                     | 日本         | 日本スーパーフェザー級挑戦者決定戦                                        |
| 48           | 2021年1月22日  | ★    | 6R 2:45 | TKO     | 坂晃典（仲里）                         | 日本         | 日本スーパーフェザー級タイトルマッチ                                      |
| 49           | 2021年10月30日 | ☆    | 2R 2:57 | TKO     | 三瓶数馬（協栄新宿）                   | 日本         |                                                                           |
| 50           | 2022年5月15日  | ★    | 12R     | 判定0-3 | 力石政法（緑）                         | 日本         | OPBF東洋太平洋スーパーフェザー級王座決定戦                                |
| 51           | 2022年12月3日  | ☆    | 10R     | 判定2-0 | ジョニー・ゴンサレス                   | メキシコ     |                                                                           |
| 52           | 2023年3月29日  | △    | 12R     | 判定0-0 | 森武蔵（志成）                         | 日本         | OPBF東洋太平洋スーパーフェザー級王座決定戦                                |
| 53           | 2023年6月24日  | ★    | 12R     | 判定0-3 | 森武蔵（志成）                         | 日本         | OPBF東洋太平洋スーパーフェザー級王座決定戦                                |
| 54           | 2023年10月28日 | ☆    | 8R      | 判定3-0 | 劉威威                                 | 中国         |                                                                           |
| 55           | 2024年3月8日   | ★    | 10R     | 判定0-3 | ミゲル・ローマン                       | メキシコ     |                                                                           |
| 56           | 2024年12月6日  | ☆    | 8R      | 判定3-0 | 室田拡夢（進光）                       | 日本         |                                                                           |
| 57           | 2025年4月5日   | ★    | 5R 0:22 | TKO     | 波田大和（帝拳）                       | 日本         | OPBF東洋太平洋スーパーフェザー級タイトルマッチ                            |
| テンプレート |                |      |         |         |                                        |              |                                                                           |

## 獲得タイトル
- 第17代WBC世界ライト級ユース王座
- IBFアジアフェザー級王座
- WBOアジア太平洋スーパーフェザー級王座
- WBOオリエンタルスーパーフェザー級王座
- OPBF東洋太平洋スーパーフェザー級シルバー王座